# Nom de code
Ne doit pas être confondu avec le jeu de société Codenames.
Un nom de code permet de désigner un concept, une personne ou une opération de manière concise, non ambiguë et confidentielle. Les noms de code sont principalement employés dans l'armée, les services secrets, l'industrie ou le commerce pour garantir le secret.
Un nom de code peut avoir une consonance sans aucun rapport avec ce qu'il désigne. Ainsi, la procédure aurait voulu que le débarquement du 6 juin 1944 ait pour nom opération Mothball (boule de naphtaline). Winston Churchill intervint pour faire renommer l'opération Overlord (suzerain).

## Opérations militaires
Les opérations militaires reçoivent souvent des noms de code dévoilés publiquement. Ces noms peuvent également se référer explicitement à ce que concerne l'opération, mais il peut s'agir d'allégories ou de propagande:
- l'opération Gomorrhe désigne le bombardement stratégique de Hambourg par les Alliés au cours de la Seconde Guerre mondiale (1943).
- l'opération Tempête du désert désigne la libération du Koweït et l'invasion de l'Irak par une coalition dirigée par les États-Unis lors de la première guerre du Golfe (1991).
- l'attaque sur l'Afghanistan en 2001 fut d'abord nommée opération Justice sans limite, mais ce nom provoqua un tel tollé que l'opération fut renommée Liberté immuable.
- l'invasion américaine de l'Irak en 2003 fut baptisée opération Libération de l'Irak, nom changé ensuite en Liberté de l'Irak.

## Produits et projets d'entreprise
Des produits industriels peuvent également avoir des noms de code connus publiquement. Apple attribuait par exemple aux mises à jour majeures de Mac OS des termes musicaux comme noms de code (7.6 « Harmony », 8.0 « Tempo », 8.5 "Allegro"…). Avec Mac OS X, c'est le nom d'un félin qui est attribué à chaque mise à jour majeure (10.1 « Puma », 10.2 "Jaguar"…).
D'un point de vue interne à une entreprise ou administration, un même projet peut être désigné sous plusieurs noms de code différents, pour éviter les recoupements d'informations de la part d'un espion, et mieux identifier la provenance d'informations volées. Dans la BD opération Mirage de la série Michel Vaillant, une même voiture est nommée Jeanne pour l'équipe de test, Lisa pour la recherche et développement, Utopia pour le département financier, Zeno pour le marketing, et Mirage uniquement connu des frères Vaillant.

## Super-héros
On appelle aussi nom de code le nom qu'emploie un super-héros en tant que tel. Spider-Man est considéré comme un nom de code : c'est le nom qui est donné au public, et qui demeure employé pour parler de lui en tant que super-héros, même si son nom d'état civil a cessé d'être un secret.

## Personnes
Lorsqu'il s'agit d'une personne, son nom de code est appelé aussi cryptonyme.